# Dysphania bellicosa
Dysphania bellicosa là một loài bướm đêm trong họ Geometridae.